# جنبات السن
جَنْبَات السِّنّ (الاسم العلمي: Odontopleuridae)، فصيلة مفصليات منقرضة من رتبة جنبيات السن، توجد أنواعه في الطبقات البحرية في جميع أنحاء العالم. أول ظهور لها كان في الطبقات البحرية من العصر الكمبري المتأخر وانقرضة أجناسة بنهاية الفراسني أواخر العصر الديفوني.